# Резник, Давид
Давид Резник (порт. David Resnick, ивр. דוד רזניק‎;
5 августа 1924, Рио-де-Жанейро — 4 ноября 2012, Иерусалим) — бразильский и израильский архитектор. Автор многочисленных проектов в Иерусалиме и его окрестностях, лауреат Премии Израиля за 1995 год.

## Биография
Давид Резник родился в Рио-де-Жанейро в 1924 году. Его родителей привлекали идеи сионизма, и сам Давид присоединился к организациям «Ха-шомер ха-цаир» и «Хакшара» (последняя представляла собой сеть технической подготовки для молодёжи, планировавшей иммиграцию в Палестину для работы в кибуцах). В «Хакшаре» он познакомился со своей будущей женой Рахелью. Резник получил академическую степень по архитектуре в Рио-де-Жанейро, и во время учёбы четыре года проработал в проектном бюро знаменитого бразильского архитектора Оскара Нимейера.
В 1949 году Резник переехал в только что созданное Государство Израиль, присоединившись к кибуцу Эйн-ха-Шофет. В начале 1950-х годов он перебрался в Тель-Авив, где работал в бюро архитектора Зеэва Рехтера, чьё творчество впоследствии называл «культурным оазисом». С 1956 года Резник с семьёй проживал в Иерусалиме, где до 1958 года работал с архитектором Хайнцем Рау, а в 1958 году открыл собственное дело. В дальнейшем большинство его работ (как отдельных зданий, так и проектов городского планирования) располагалось либо в самом Иерусалиме, либо неподалёку от него. Резник был одним из общественных деятелей, выступивших в 1997 году за расширение города-поселения Маале-Адумим на Западном берегу Иордана, и впоследствии построил там несколько зданий.
Помимо работы над архитектурными проектами, Давид Резник преподавал в хайфском Технионе и художественной академии «Бецалель». Он также занимал пост председателя Ассоциации архитекторов Израиля. Резник умер в Иерусалиме в 2012 году и похоронен на кладбище «Хар ха-Менухот».

## Творческая деятельность

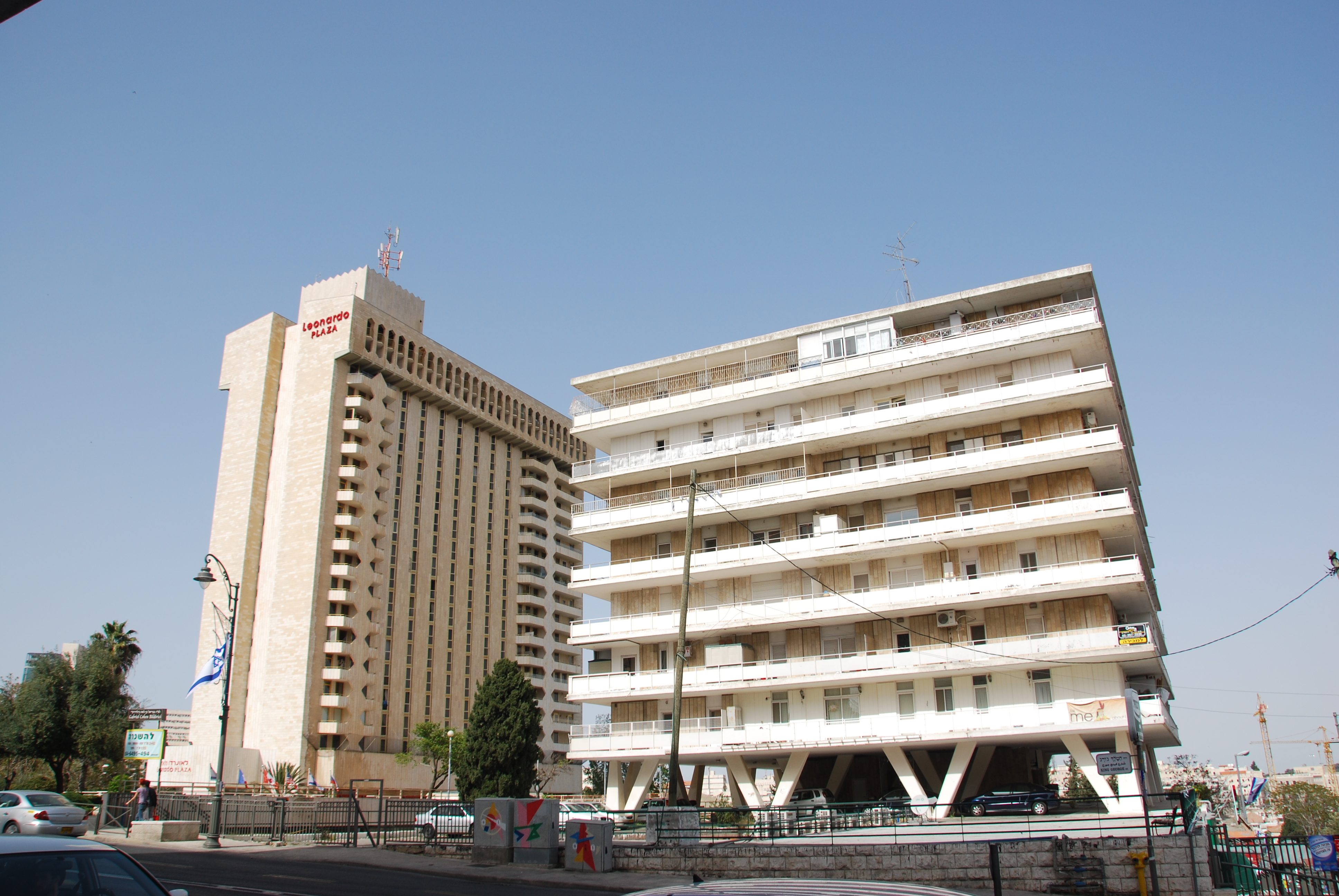
Центр Амира (на заднем плане гостиница «Плаза»)

Одной из первых собственных работ Резника в Иерусалиме стал восьмиэтажный дом на улице Агрон, известный как «Центр Амира» или «Дом „Суперсаль“» (в честь расположенного на его первом этаже первого супермаркета этой сети в Иерусалиме). Модернистское кубическое здание, опоясанное по всему периметру сплошным балконом, с жилыми этажами, опирающимися на V-образные пилоны, строилось панельным способом со скоростью один этаж в день и в 1963 году удостоилось премии за использование передовых технологий. При этом, однако, оно настолько выбивалось из общего архитектурного фона, что получило прозвище «самого уродливого здания в Иерусалиме». Его автору намекали, что с таким архитектурным стилем его место в Тель-Авиве, и планы строительства ещё двух зданий по общему проекту были отменены.

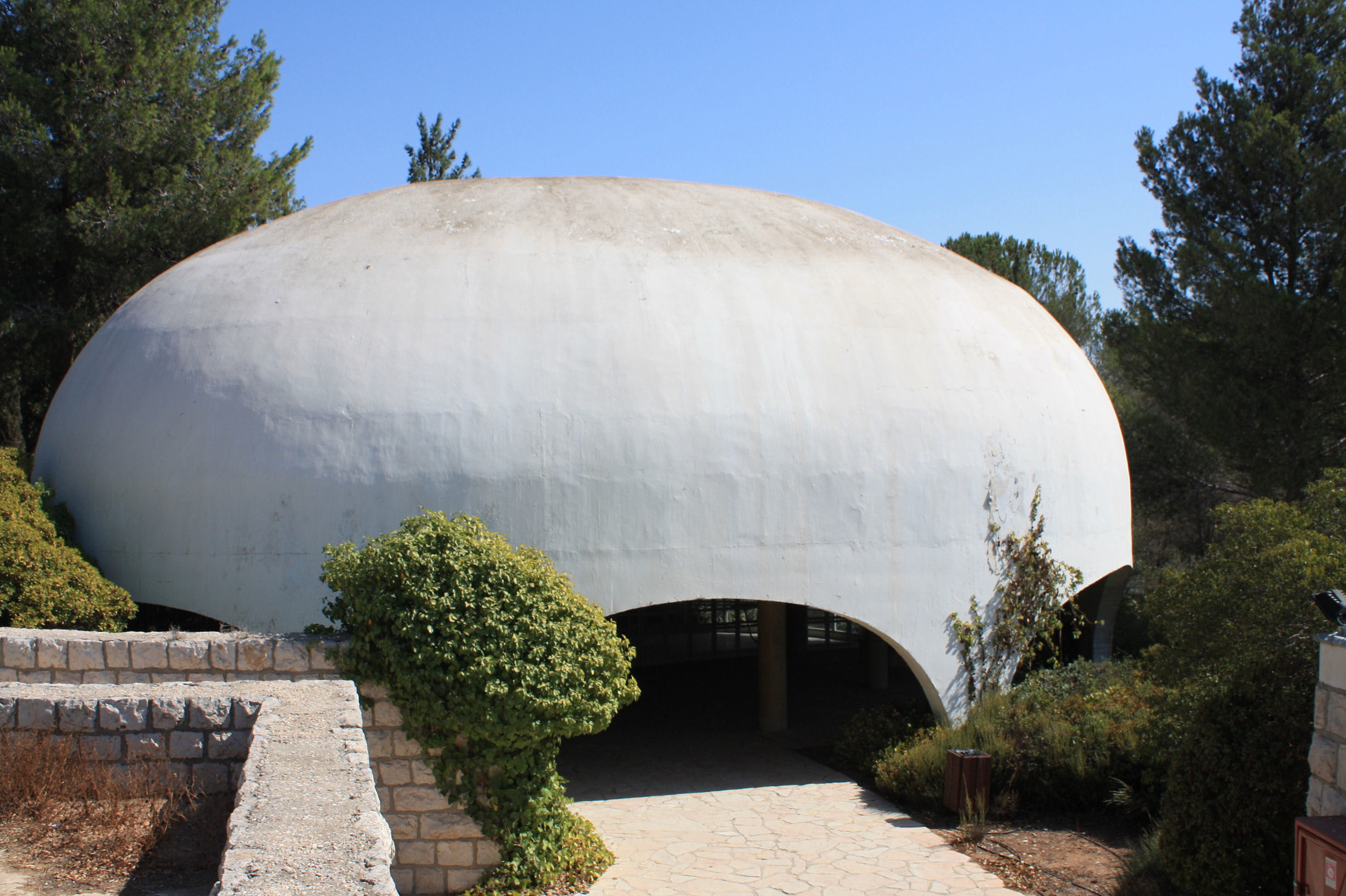
Синагога им. Исраэля Голдстина

Другой ранней работой Резника, вызвавшей значительно более положительную реакцию, был совместный с Хайнцем Рау проект синагоги в кампусе Еврейского университета в Гиват-Раме (1957 год). Наиболее заметная деталь небольшой, рассчитанной на сто мест, синагоги — железобетонный белый купол в виде гриба-дождевика. Купол опирается на стены из песчаника, но создаётся впечатление, что он висит над самой поверхностью земли, не соприкасаясь с основанием. Синагога имени Исраэля Голдстина в 1964 году была удостоена архитектурной премии имени ещё одного бывшего работодателя Резника — Зеэва Рехтера. Впоследствии она была включена в список десяти красивейших синагог Израиля по результатам опроса израильских архитекторов.

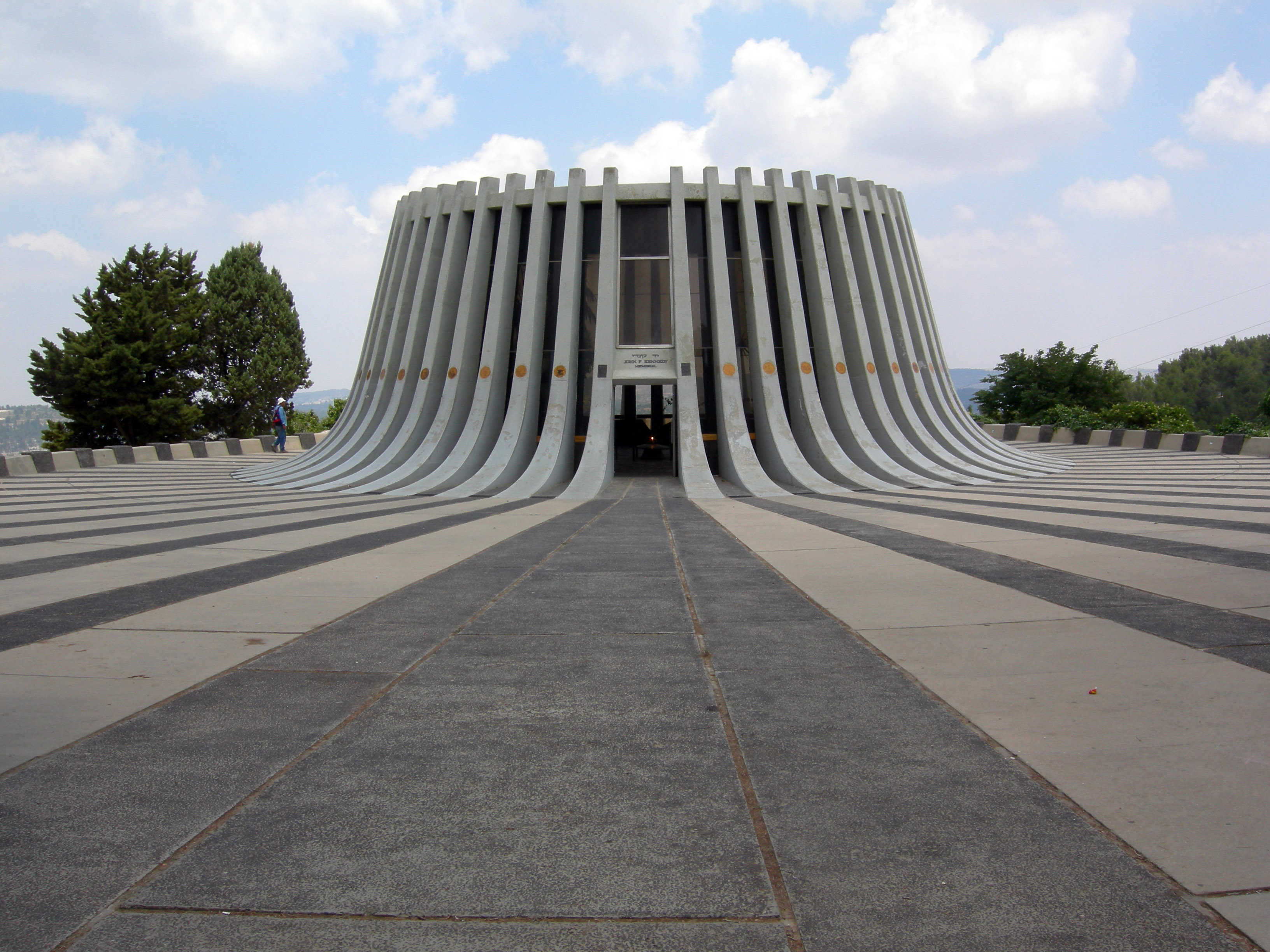
Мемориал Кеннеди

В 1966 году рядом с Иерусалимом, на месте, где находился древний еврейский город Бейтар, по проекту Резника и скульптора Дова Фейгина был сооружён мемориальный комплекс памяти Джона Кеннеди. Здание мемориала выполнено в виде огромного древесного пня, символизируя жизнь американского президента, оборвавшуюся в расцвете карьеры. Форму здания образует 51 изогнутая колонна, каждая из которых представляет собой один штат США[уточнить]. Вокруг мемориала располагается Роща мира имени Кеннеди, которую начали высаживать за два года до этого, и молодые деревья вокруг гигантского пня стали символом продолжающейся жизни. Резник был автором проекта израильского павильона для Всемирной выставки 1964 года в Нью-Йорке, выиграв национальный конкурс. В проекте павильон представлял собой угловатую крепость с немногочисленными узкими горизонтальными входами; углы были скруглены, чтобы сгладить общее резкое впечатление. В здании было три этажа, связанные между собой винтовым пандусом. Однако в связи с нехваткой средств участие Израиля в выставке было отменено, и проект Резника был использован как основа для израильского павильона на Всемирной выставке 1967 года в Монреале (в соавторстве с Арье Шароном).

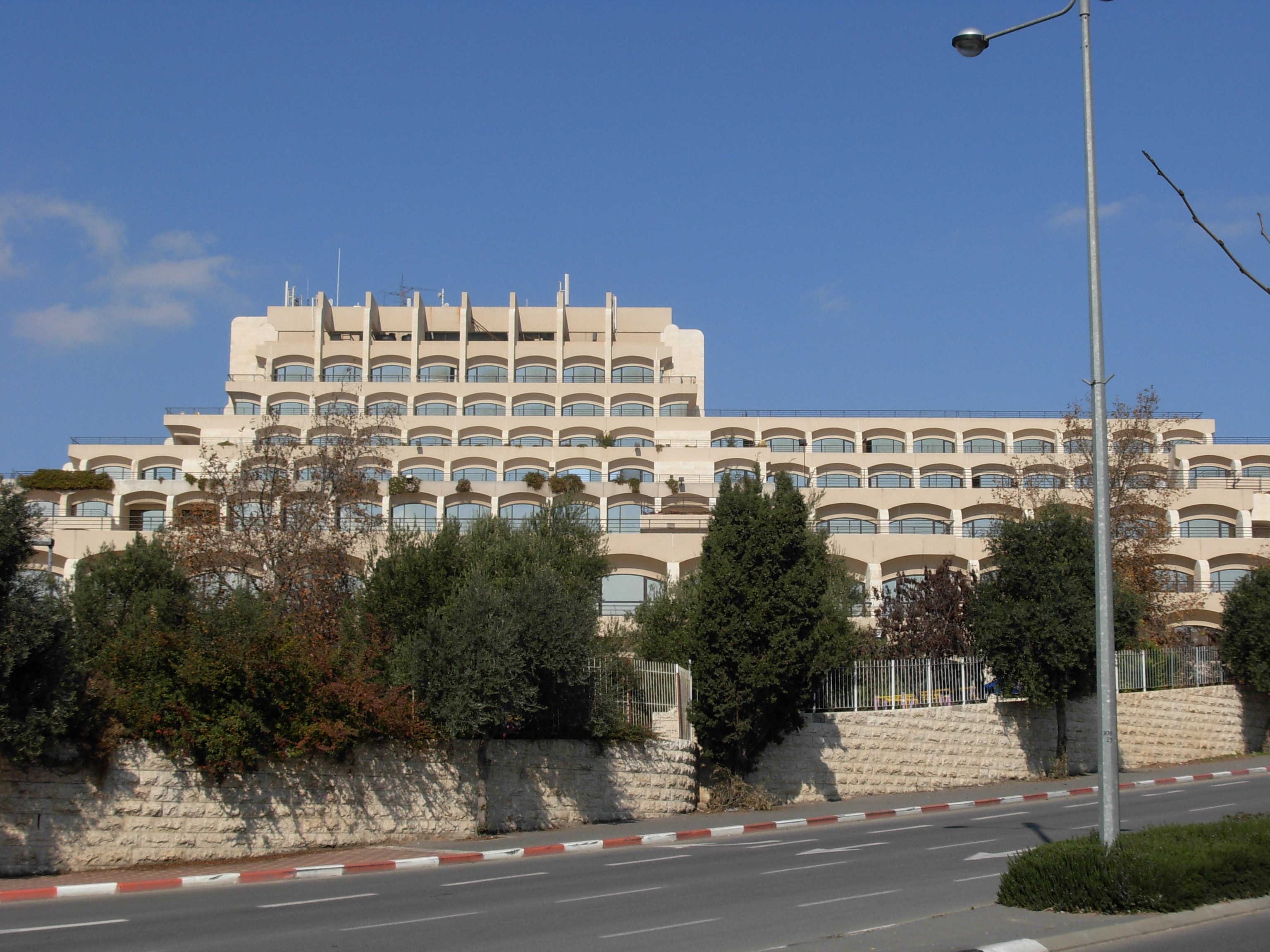
Отель Hyatt Regency (Иерусалим)

После Шестидневной войны Резник, воодушевлённый воссоединением Иерусалима, стал автором целого ряда крупных проектов в восточной части города. Он был автором плана второго кампуса Еврейского университета, разместившегося на горе Скопус, и проекта Иерусалимского центра университета Бригама Янга, расположившегося поблизости. Также по его проекту были построены иерусалимский отель Hyatt Regency (позже переименованный в «Дан») и памятник израильским солдатам перед иерусалимским Домом солдата. В 1997 году Резник присоединился к общественной кампании по расширению территории Маале-Адумим на Западном берегу Иордана, хотя, как он пояснял сам, его мотивы были не политическими, а гуманитарными, связанными с перенаселённостью Маале-Адумим. Позже Резник построил в Маале-Адумим музей творчества израильского художника Моше Кастеля, открывшийся в 2010 году. Другие известные работы Резника включают здание посольства Израиля в Бразилии, музей Хацора в кибуце Айелет-ха-Шахар и здание Института ван Лир в Иерусалиме.
В 1995 году Давид Резник был удостоен Премии Израиля в области архитектуры. В 2005 году ретроспективная выставка Резника, включающая 20 из его работ, была избрана представлять Израиль на архитектурном биеннале в Сан-Паулу (Бразилия). В 1975 году в серии «Архитектура в Израиле» была выпущена почтовая марка с изображением созданной по его проекту синагоги Еврейского университета.